# Slushii

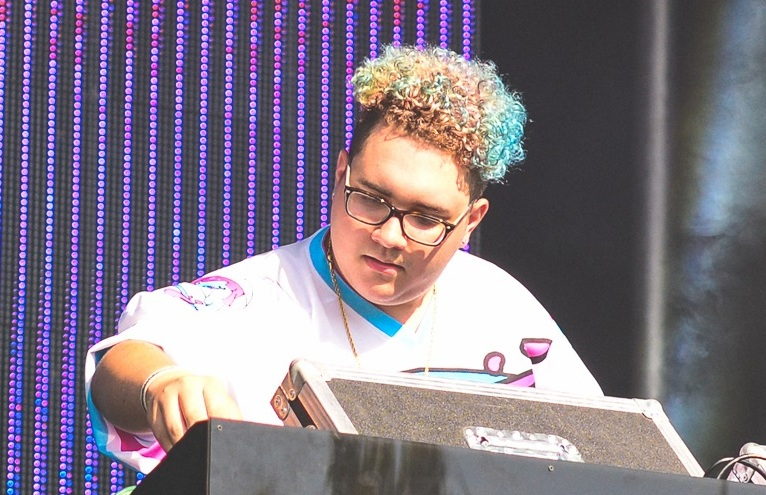
Slushii

Slushii (eigentl. Julian Scanlan; * 1. Mai 1997 in Los Angeles) ist ein US-amerikanischer DJ und Musikproduzent. Er spielt Trap und Dubstep.

## Karriere
Slushii veröffentlichte ab 2013 erste Remixe auf SoundCloud, seit 2016 veröffentlicht er eigene Tracks und geht als DJ auf Tour. Im August 2017 erschien sein Debütalbum Out of Light. Er absolvierte einige große Festivalauftritte, darunter Tomorrowland, Ultra, EDC, Pukkelpop und RFM Somnii.

## Diskografie (Auswahl)

### Alben
- 2017: Out of Light
- 2018: Dream

### Singles und EPs
- 2016: Emptiness
- 2016: So Long ft. Madi
- 2016: Morphine
- 2016: To Say Goodbye
- 2017: Twinbow (mit Marshmello)
- 2017: I Still Recall
- 2018: There X2 (mit Marshmello)
- 2018: On My Own
- 2019: Never Let You Go
- 2020: BEWM (mit Tokyo Machine)